# Eligmodonta derbendica
Eligmodonta derbendica är en fjärilsart som beskrevs av Daniel 1965. Eligmodonta derbendica ingår i släktet Eligmodonta och familjen tandspinnare. Inga underarter finns listade i Catalogue of Life.